# محمد تقي الأميني
محمد تقي الأميني (5 مايو 1926 – 21 يناير 1991) كان عالما هنديا مسلما ومؤلفا باللغة الأردية. كان عميدًا سابقًا کلیه اللاهوت في جامعة عليكرة الإسلامية. اشتهر بأعماله في الفقه الإسلامي. كتاب الأميني "فقہ اسلامی کا تاریخی پس منظر" (الخلفية التاريخية للفقه الإسلامي) هو قراءة مطلوبة لدرجة الماجستير في الدراسات الإسلامية في الجامعة الإسلامية للعلوم والتكنولوجيا.